# سدهن (قبيلة)
سدهن (المعروفة أيضًا باسم سودوزاي باثان)، هي إحدى القبائل الكبرى من مناطق بونش وسودانوتي، وباغ، وكوتلي الواقعة في آزاد كشمير، ويُزعم أنها تنحدر من مناطق البشتون. يعتبر السُّودهان الذين استقروا في آزاد كشمير فرعًا مهمًا ورئيسيًا من قبيلة سادوزاي الذين هاجروا من أفغانستان في القرن الرابع عشر الميلادي، وأسسوا منطقة آزاد كشمير الحالية في سودهانوتي وحكموا هنا لمئات السنين.

## التاريخ

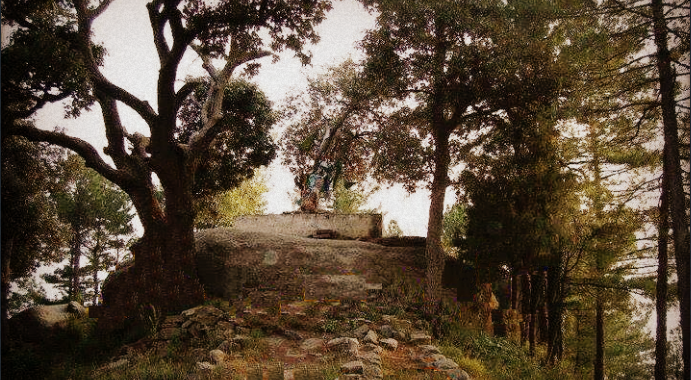
قصر نواب جاسي خان، على جبل جاسي بير في بلدة مانغ في منطقة سودهانوتي في آزاد كشمير.

تدعي القبيلة أن أصلها أفغاني. بينما يُشير سيد علي، أن القبيلة تنحدر من البشتون وانتقلوا إلى منطقة بونش في كشمير منذ عدة قرون. يعتبر السدهن من بونش أنفسهم "سودهوزاي".

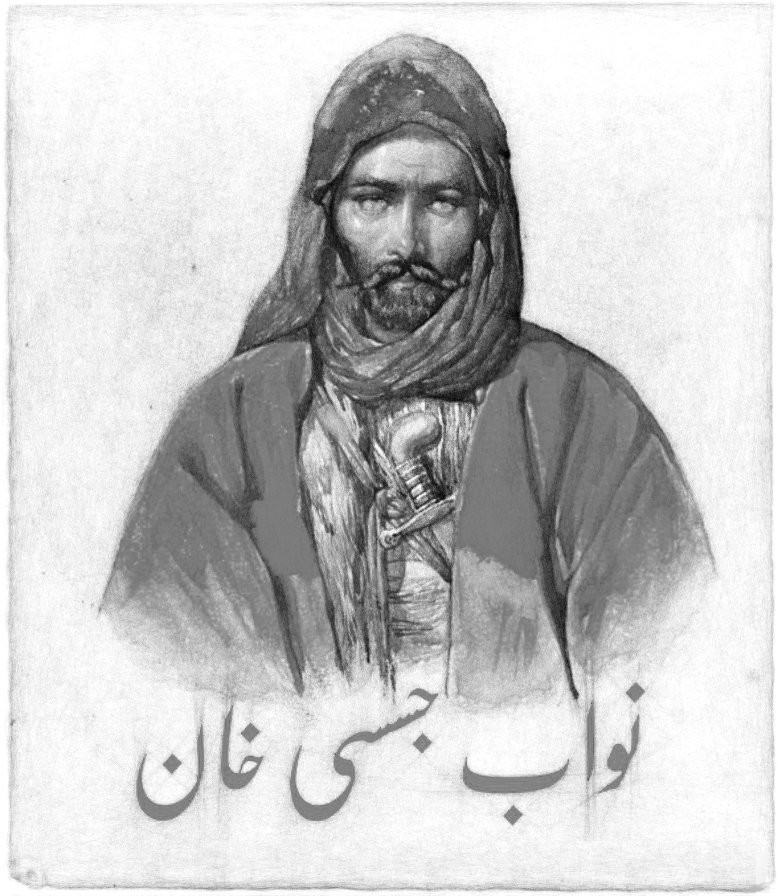
رسم، لنواب جاسي خان، أحد المنُنتمين لقبيلة سدهن

## السياسة والحكم
جنبا إلى جنب مع دوند والرَّاجبوت. يُهيمن أفراد قبيلة سدهن على السياسة في آزاد كشمير في الوقت الحاضر، على الرغم من أن مجتمع غوجار يُقدر بأنه الأكبر بين السكان.

## شخصيات بارزة
- محمد إبراهيم خان، أول وأطول رئيس لآزاد كشمير.
- شير أحمد خان، زعيم المتمردين خلال حرب كشمير الأولى والرئيس السابق لآزاد كشمير.
- محمد يعقوب خان، سياسي ورئيس سابق لآزاد كشمير